# Zemmouri (Boumerdès)
Pour les articles homonymes, voir Zemmouri et Courbet.
Zemmouri (en kabyle: Zemmuri, زموري en arabe ;  Rusubbicari à l'époque antique, puis Courbet pendant la colonisation française) est une ville côtière chef-lieu de commune de même nom dans la wilaya de Boumerdès en Algérie, dans la daïra de Bordj Ménaïel.
Zemmouri El Bahri (Courbet-Marine) est un important port de pêche de la côte algéroise.

## Géographie

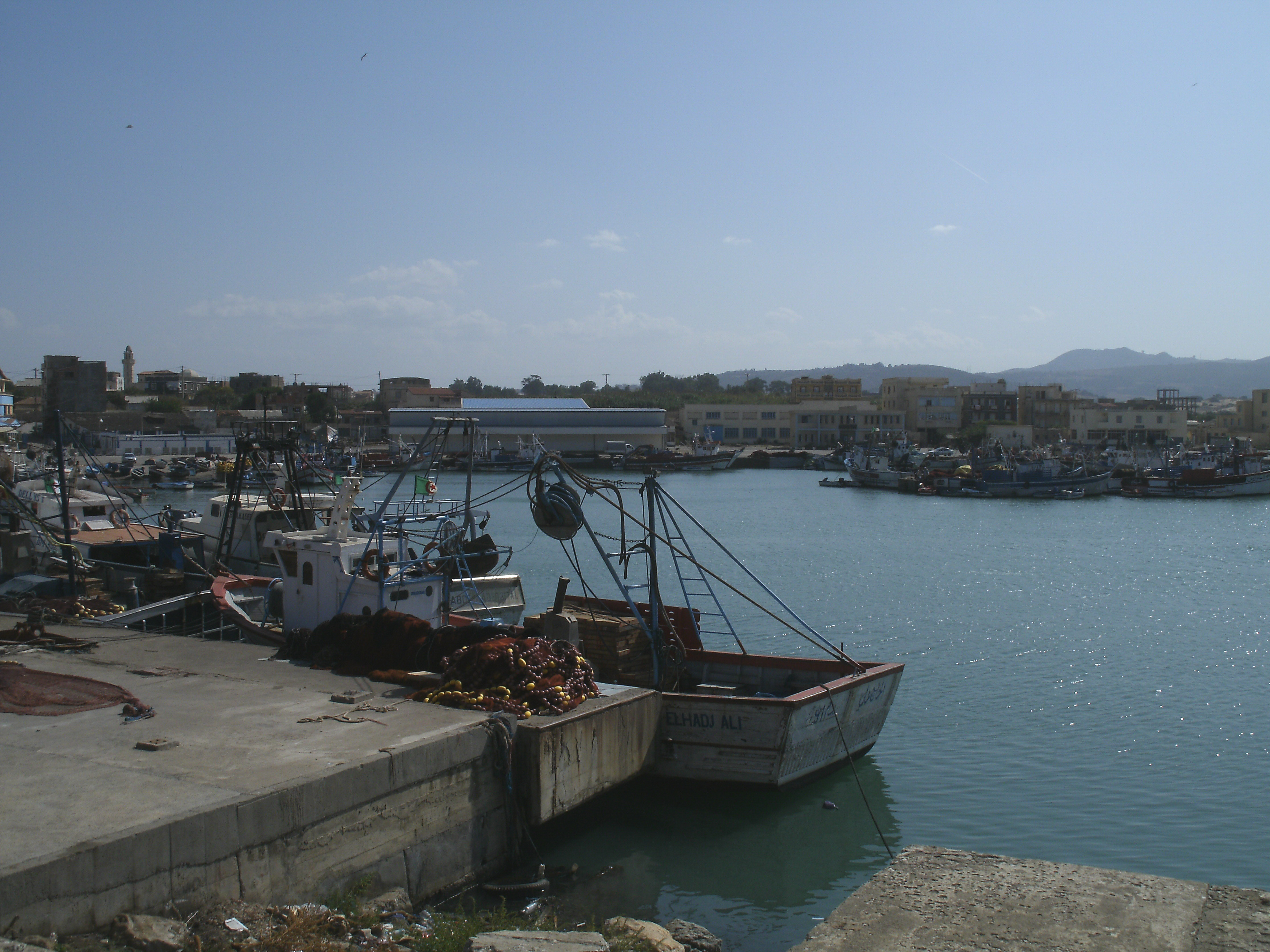
Zemmouri El Bahri (port)

Zemmouri une  petite ville côtière est située au bord de la mer Méditerranée, à l'est d'Alger.
| Mer Méditerranée | Mer Méditerranée | Leghata |
| Thénia           | Zemmouri         | Leghata |
| Thénia           | Si Mustapha      | Leghata |

## Routes
La commune de Zemmouri est desservie par plusieurs routes nationales:
- Route nationale 24: RN24 (Route de Béjaïa).

## Histoire
Le site côtier de Zemmouri El-Bahri fut un établissement phénicien, puis romain, nommé Rusubbicari. À l’époque médiévale, il devint un petit port nommé Marsā al-Dajāj (littéralement « port des poules »). Des recherches archéologiques y ont mis au jour des structures médiévales, de la poterie ainsi que des pièces de monnaie romaines.
En 1883, une pétition d’une notable fraction des habitants de Zemmouri, demandait que le territoire de la colonie soit érigé en commune distincte de la commune de Si Mustapha (Blad Guitoun).
Le 21 décembre 1885, le conseil municipal de Si Mustapha (Blad Guitoun) proposa d’ériger Zemmouri en commune et donna au centre le nom de Courbet en hommage aux services rendus l’amiral Amédée Courbet (1827-1885), pendant l’expédition du Tonkin.
Cette décision fut approuvée par le décret présidentiel du 07 avril 1886.
Zemmouri devint ainsi Courbet, une commune à part entière, ne dépendant plus de Si Mustapha (Blad Guitoun), qui avait pris entre-temps le nom du président Félix Faure, avec à sa tête, un maire, le premier élu fut Ferdinand Moullet, qui remplaça l’adjoint spécial M. Réal, et un conseil municipal composé de 5 conseillers européens et 5 conseillers Indigènes.

## Maires de 1886 à 1962
Liste des maires de Zemmouri avant l'indépendance de l'Algérie le 05 juillet 1962:
|     | Prénoms et Noms    | Début du Mandat | Fin du Mandat |
| 1er | Ferdinand Moullet  | 07 avril 1886   |               |
| 2e  |                    |                 |               |
| 3e  |                    |                 |               |
| 4e  | Charles Ehrenpfort | 1900            |               |
| 5e  |                    |                 |               |

### Époque de l'Algérie indépendante

#### Affaires judiciaires
Début juin 2020, le maire de la ville, poursuivi dans des affaires de corruption concernant la gestion des marchés publics,  est suspendu de ses fonctions par le wali.

## Démographie
Depuis la création de la commune de Zemmouri en 1874, le total de sa population n'a cessé de croître.
Son total de population est passé de 2 357 habitants en 1900 à plus de 2 848 en 1908.
|     | Année du recensement | Algériens | Européens | Population totale |
| 1er | 1900                 | 2 000     | 357       | 2 357             |
| 2e  | 1908                 | 2 389     | 459       | 2 848             |

## Religion

### Mosquées
La commune de Zemmouri abrite plusieurs mosquées. Ces mosquées sont administrées par la Direction locale de Boumerdès sous la tutelle du Ministère des Affaires religieuses et des Wakfs.
- Mosquée En Nour

### Zaouïas
- Zaouïa de Zemmouri

### Cimetières musulmans
- Cimetière de Zemmouri (Djebana Boussaâdia)

## Forêt du Sahel
La forêt de Zemmouri abrite un écosystème dunal unique en Algérie. Ce patrimoine écologique, appelé « forêt du Sahel », recèle une faune caractéristique des lieux, ainsi qu'une flore distinguée. Une immense nappe phréatique est seulement à 4 mètres de profondeur dans ce site qu'est la forêt de Zemmouri El Bahri.
La superficie de ce bois d'environ 1 000 hectares abrite l'hippodrome de Zemmouri, un village de 295 bungalows érigés par l'EPLF, une dizaine de kiosques, cafés et restaurants du parc aménagé, et quelques centres de colonies de vacances.
La forêt du Sahel est menacée par le défrichement sauvage et la transformation de sa superficie en terres agricoles et en carrés maraîchers.

### Pêche
Le port de Zemmouri El Bahri a une capacité d’accueil globale de 200 embarcations de pêche.
|     | Années    | Nombre de plages d'échouage | Nombre de ports | Nombre total d'embarcations de pêche | Port de Zemmouri El Bahri (embarcations) | Port de Dellys (embarcations) | Port de Cap Djinet (embarcations) |
| 1er | 2008-2014 | 9                           | 3               | 409                                  | 200                                      | 100                           | 109                               |

En 2011, le secteur de la pêche autour du Col des Béni Aïcha comptait plus de 4.000 marins et artisans immatriculés, parmi lesquels 3.700 marins pêcheurs, les autres étaient des artisans spécialisés dans les métiers de la pêche et de la mer.
|     | Année     | Marins immatriculés |
| 1er | 2008-2011 | 4 000               |
| 2e  | 2012      | 3 900               |
| 3e  | 2013      | 3 500               |
| 4e  | 2014      | 3 700               |

La côte de la Basse Kabylie avait enregistré son plus bas niveau de production piscicole en 2010 avec une prise de 6 500 tonnes, au moment où l’année 2009 avait enregistré une production de 10 000 tonnes de poissons.
À rappeler que les prises de poissons avaient fluctué de 2001 à 2008 entre 10 000 et 15 000 tonnes par an.
|     | Année     | Production de poissons | Port de Zemmouri El Bahri (tonnes) | Port de Dellys (tonnes) | Port de Cap Djinet (tonnes) | Ports d'échouage (tonnes) |
| 1er | 2001-2007 | Entre 10 000 et 15 000 |                                    |                         |                             |                           |
| 2e  | 2008      | 11 000                 |                                    |                         |                             |                           |
| 3e  | 2009      | 13 000                 | 6 500                              | 5 600                   | 110                         | 790                       |
| 4e  | 2010      | 6 500                  |                                    |                         |                             |                           |
| 5e  | 2011      | 10 000                 |                                    |                         |                             |                           |
| 6e  | 2012      | 11 000                 |                                    |                         |                             |                           |
| 7e  | 2013      | 7 600                  |                                    |                         |                             |                           |
| 8e  | 2014      | En cours               | En cours                           | En cours                | En cours                    | En cours                  |